# シアトル・コンピュータ・プロダクツ
シアトル・コンピュータ・プロダクツ（Seattle Computer Products、SCP) は、アメリカ合衆国シアトルのコンピュータハードウェアの会社であり、インテル社の8086プロセッサを使ったコンピュータを製造していた初期の会社の一つである。従業員の一部に近隣の高校生を雇って、半田付けやコンピュータの組み立てを行っていた。彼らの一部は後にマイクロソフトで働いた。
1978年6月に当時22歳だったティム・パターソンが社長のロッド・ブロックによって雇用された。1980年、パターソンは4ヶ月間をかけて 86-DOS オペレーティングシステム(別名QDOS)を開発した。当時マイクロソフトはIBM Personal Computer (IBM PC)用のオペレーティングシステムを探しており、1980年12月に 86-DOS を他の製造者に販売する権利を 25,000 ドルで購入した。PC の発売前に、さらに 50,000 ドルで、全ての権利を購入した。マイクロソフトが DOS オペレーティングシステム(MS-DOS)から巨額の利益を得ていることが分かり、SCP はこのオペレーティングシステムを安価なプロセッサと組み合わせて（他の回路なしで）販売しようとした。これが、SCP が 8086用のオペレーティングシステムを販売し続けるためのマイクロソフトとの合意であったためである。オペレーティングシステムは "Seattle DOS" という商品名で販売され、CPU が箱に同梱されていた。SCP は後に、マイクロソフトに対して、IBM が顧客であることを明かさなかったこと（両者の合意の上では、マイクロソフトの正当な行為であるようだが）により、搾取であるとして訴えを起こした。1986年、マイクロソフトはさらに100万ドルを支払うことで和解した。
SCP はインテルの8086システム市場がIBM PC互換機のもので占められるようになってから、事業を継続していない。

## ロゴ

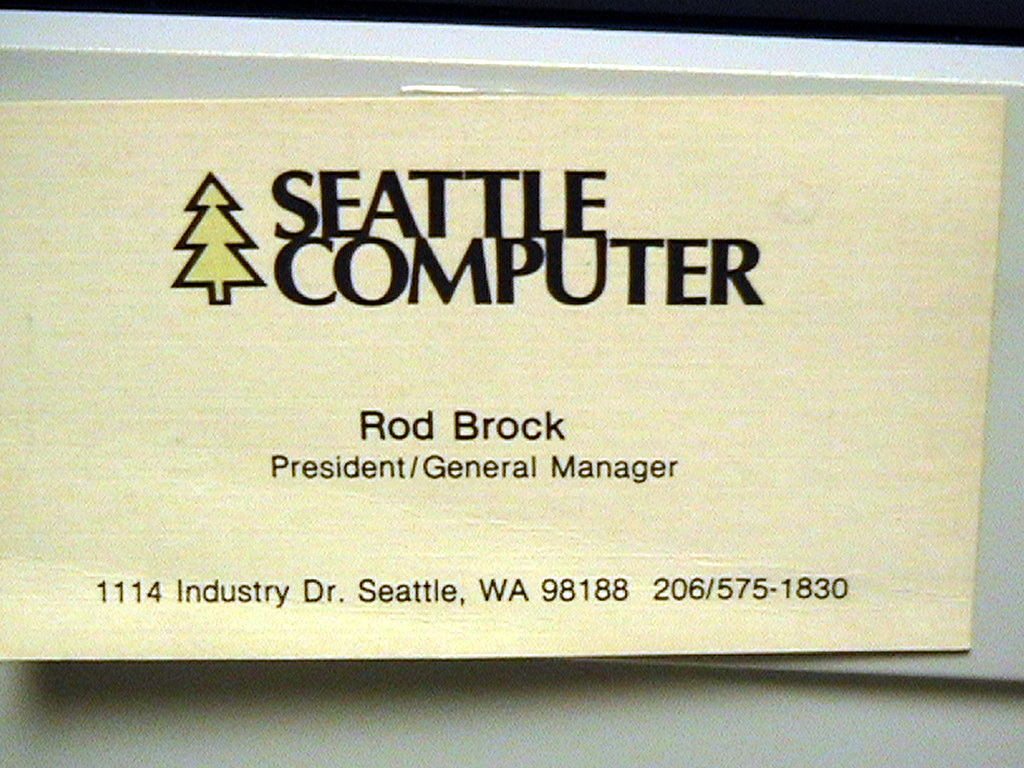
Rod Brock の名刺

Seattle Computer Product の住所は 1114 Industry Dr. Seattle WA 98188　であった。

写真の ロッド・ブロックの名刺には、"社長 / ゼネラルマネージャー"との役職が記載されている。